# Marko Bijač
Marko Bijač (Dubrovnik, 12. siječnja 1991.), hrvatski vaterpolski vratar. Počeo je karijeru 2002. u VK Jugu u kojem je bio i kapetan. Nakon odlaska Frana Vićana u Primorje u sezoni 2012./13. nametnuo se kao prvi vratar Juga. U toj je sezoni osvojio naslov hrvatskog prvaka i pokazao se perspektivnim vratarom. Stoga je dobio poziv izbornika Tucka za nastup na Mediteranskim igrama i Svjetskom prvenstvu 2013. Visok je 200 cm i teži 87 kg. Bio je na posudbi u splitskom Mornaru. Proglašen je najboljim vratarem Jadranske lige 2013./14.
Zbog incidenta na utakmici s beogradskim Partizanom krajem prosinca 2014. Nikši Dobudu određena je novčana kazna, oduzeta kapetanska traka i izbačen je iz prve momčadi. Naime, u bazenu je šakom u glavu udario Marka Manojlovića i razbio mu arkadu. Na mjestu kapetana početkom siječnja 2015. naslijedio ga je Marko Bijač.
Marko Bijač je proglašen najboljim vratarem završnoga turnira Lige prvaka 2015./16. na kojem je Jug osvojio naslov prvaka Europe. Osobito se istaknuo u poluzavršnoj utakmici protiv favoriziranog i od strane sudaca potpomognutog Pro Recca, kada je pri raspucavanju peteraca obranio peterac Sandru Suknu i glavom obranio odlučujući peterac Filipu Filipoviću.
Sredinom ožujka 2017. izabran je, prema izboru LEN-a, za 4. najboljeg europskog vaterpolista u 2016. godini.
Početkom 2018. godine proglašen je vaterpolistom godine u izboru LEN-a.
Osvojio je zlatno odličje na Europskom prvenstvu u Splitu 2022. godine, na kojem je proglašen najboljim vratarem turnira.
Iz Juga je prešao u talijanski Pro Recco, a onda u grčki Olympiakos.